# Віла-Кова-де-Перріню
Віла-Кова-де-Перріню (порт. Vila Cova de Perrinho; МФА: [ˈvi.ɫɐ ˈko.vɐ dɨ pɨ.ˈʁi.ɲu]) — парафія в Португалії, у муніципалітеті Вале-де-Камбра. Розташована в західній частині країни, на теренах історичної португальської провінції Бейра. Входить до складу округу Авейру. За адміністративним поділом, чинним до 1976 року, терени парафії були складовою провінції Берегова Бейра. Належить до Авейрівської діоцезії Католицької церкви. Патрон — Іван Хреститель. Площа — 4,4426 км². Населення — 409 ос. (2011). Слабо урбанізований регіон. Густота населення — 92,06 осіб/км²
. Код — 011909.

## Населення
| Кількість мешканців | Кількість мешканців | Кількість мешканців | Кількість мешканців | Кількість мешканців | Кількість мешканців | Кількість мешканців | Кількість мешканців | Кількість мешканців | Кількість мешканців | Кількість мешканців | Кількість мешканців | Кількість мешканців | Кількість мешканців | Кількість мешканців |
| ------------------- | ------------------- | ------------------- | ------------------- | ------------------- | ------------------- | ------------------- | ------------------- | ------------------- | ------------------- | ------------------- | ------------------- | ------------------- | ------------------- | ------------------- |
| 1864                | 1878                | 1890                | 1900                | 1911                | 1920                | 1930                | 1940                | 1950                | 1960                | 1970                | 1981                | 1991                | 2001                | 2011                |
| 202                 | 212                 | 251                 | 276                 |                     |                     |                     |                     | 460                 | 488                 | 494                 | 509                 | 486                 | 459                 | 409                 |